# Hopeless Records
Hopeless Records és un segell discogràfic independent estatunidenc ubicat a Van Nuys, un barri de la Vall de San Fernando. Va ser fundat el 1993 per Louis Posen centrat en la música punk rock, pop punk, post-hardcore i rock alternatiu.
Conjuntament amb el subsegell Sub City Records, organitza cada primavera el Take Action Tour per a lluitar contra el suïcidi juvenil i conscienciar-ne la població.
Ha publicat treballs de grups com Sum 41, Avenged Sevenfold, Circa Survive, Guttermouth, New Found Glory, Samiam, Silverstein o Yellowcard.